# Środki zapobiegawcze
Treść tego artykułu od 2023-07 należy opracować w taki sposób, aby nie uwypuklała nadmiernie polskiej specyfiki / aby nie zawężała się tylko do polskich warunków
 Po wyeliminowaniu niedoskonałości należy usunąć szablon [[Szablon:Dopracować|]] z tego artykułu.
Środki zapobiegawcze – instrumenty prawne w ramach postępowania karnego, służące zamknięciu podejrzanemu lub oskarżonemu dróg manipulowania jego biegiem, w szczególności możliwości ucieczki, ukrywania się przed sądem i organami ścigania, zacierania śladów, nakłaniania świadków do zmiany zeznań itp.; tylko w przypadku podejrzenia o popełnienie ciężkich przestępstw można je również opierać na potrzebie zapobieżenia kolejnym takim przestępstwom podejrzanego lub oskarżonego.

## W Polsce

### Katalog środków zapobiegawczych
Obowiązujący polski kodeks postępowania karnego z 1997 r. (dalej: „k.p.k.”) przewiduje następujące środki zapobiegawcze:
- tymczasowe aresztowanie,
- poręczenie majątkowe,
- poręczenie społeczne,
- dozór policyjny,
- nakaz opuszczenia przez oskarżonego lokalu mieszkalnego,
- zakaz opuszczania kraju,
- zawieszenia i zakazy z art. 276 k.p.k.:
  - zawieszenie w czynnościach służbowych lub w wykonywaniu zawodu,
  - nakaz powstrzymania się od określonej działalności lub od prowadzenia określonego rodzaju pojazdów,
  - zakaz ubiegania się o zamówienia publiczne na czas trwania postępowania.

### Organy uprawnione do stosowania środków zapobiegawczych
Uprawnienie do zastosowania tymczasowego aresztowania posiada wyłącznie sąd, na wniosek prokuratora. Postanowienie sądu w przedmiocie zastosowania tymczasowego aresztowania może uchylić lub zamienić na inny środek zapobiegawczy prokurator w formie postanowienia.
Pozostałe środki stosuje sąd, zaś w postępowaniu przygotowawczym – prokurator.